# أقصليس درني
أقصليس درني (الاسم العلمي:Oxalis tuberosa) هي نوع من النباتات يتبع جنس الأقصليس من الفصيلة الحماضية.